# Irena Czuta
Irena Czuta, po mężu Pakosz (ur. 21 października 1966 w Baborowie) – polska lekkoatletka, specjalizująca się w biegach długodystansowych i biegach górskich, mistrzyni Polski.

## Kariera sportowa

### Biegi na otwartym stadionie i biegi przełajowe
Była zawodniczką Technika Komorno (1982–1986 i 1989–1999) oraz Kolejarza Katowice (1987–1988).
Na mistrzostwach Polski seniorów zdobyła jedenaście, w tym pięć złotych (w biegu na 10 000 metrów w 1991, w biegu przełajowym w 1989, 1990, 1992 i 1993, srebrny w biegu przełajowym w 1994, brązowy w biegu na 10 000 metrów w 1988, biegu na 5000 metrów w 1989, biegu na 3000 metrów w 1990 i 1991 oraz biegu przełajowym w 1991.
Reprezentowała Polskę na mistrzostwach świata w biegach przełajowych w 1991, zajmując 54. miejsce. W 1992 zdobyła brązowy medal akademickich mistrzostw świata w biegach przełajowych. W 1990 wystąpiła jedyny raz w barwach Polski w meczu międzypaństwowym, zajmując 5. miejsce w biegu na 3000 metrów w spotkaniu Polska-Rosja-Ukraina-Bułgaria.

### Biegi górskie
Startowała także w zawodach World Mountain Running Trophy (2000: 41. miejsce, 2001: 15. miejsce, 2002: 45. miejsce, 2003: nie ukończyła, 2004: 21. miejsce, 2005: 41. miejsce, 2006: 39. miejsce), European Mountain Running Trophy (2001: 20. miejsce), mistrzostwach Europy w biegach górskich (2003: 32. miejsce, 2004: 36. miejsce, 2005: 33. miejsce, 2006: 37. miejsce, 2007: 52. miejsce, 2008: 39. miejsce i 2009: 48. miejsce). Na mistrzostwach świata weteranów w biegach górskich zdobyła srebrny medal w kategorii W-35 w 2004, złoty medal w 2006, w kategorii W-35, złoty medal w 2008 w kategorii W-40, złoty medal w kategorii W-40 w 2009, brązowy medal w 2010 w kategorii W-40.
Na mistrzostwach Polski seniorów wywalczyła 16 medali, w tym sześć złotych: złoty w stylu anglosaskim (2001, 2002, 2004, 2005), złoty w stylu alpejskim (2003), złoty w biegu na długim dystansie (2010), srebrny w stylu alpejskim (2001, 2004, 2005, 2006), srebrny w stylu anglosaskim (2006), brązowy w biegu na krótkim dystansie (2007, 2009), brązowy w stylu alpejskim (2008, 2009), brązowy w stylu anglosaskim (2008).

### Nordic walking
Była mistrzynią świata w Nordic Hill Walking (2010, 2011) i wicemistrzynią świata w Nordic Walking/Cross Country (2011), a także mistrzynią Polski Nordic Hill Walking (2015).
W mistrzostwach Polski w nordic walking zdobywała złote medale w kategorii open w 2010 (na 5 km), 2012 (na 4 km) i 2014 (na 5 km). Ponadto wywalczyła 5 srebrnych medali: na 10 km w 2010, na 20 km w 2012, na 10 km w 2013 i dwukrotnie na 5 km w 2015, oraz 1 brązowy na 10 km w 2017.

### Rekordy życiowe
Rekordy życiowe:
- 800 m – 2:08,16 (17.06.1990)
- 1500 m – 4:17,98 (13.09.1989)
- 3000 m – 9:12,09 (29.07.1989)
- 5000 m – 16:04,05 (18.06.1991)
- 10000 m – 33:02,38 (04.08.1991)
- półmaraton – 75:31 (02.10.1994)
- maraton – 2:38,29 (23.10.1994)